# Château Vigier
Le château Vigier (Sommerhaus, soit maison d’été) est une grande demeure datant du milieu du XVIIe siècle et située nord de la vieille ville de Soleure (Untere Steingrubenstrasse 21).

## Historique
En 1617, le Conseiller Johann Jakob von Staal acquiert la maison du boucher Hans Rudolf Vogelsang et la transforme dans les années 1620 en maison d’été (Sommerhaus). Il la vend cependant en 1644 à son frère, Mauritz von Staal, alors maire d’Olten, qui lui-même la cède en 1648 au capitaine Philipp Wallier-von Schauenstein. Ce dernier, issu d’une famille originaire de Cressier mais établie de longue date à Soleure, sert dès 1641 comme capitaine dans la compagnie des gardes suisses de son oncle Wolfgang Greder. Au service du roi de France, il guerroie en Piémont, dans le Roussillon, en Catalogne et en Toscane. Il épouse en 1647 Margaritha von Schauenstein, riche veuve issue d’une famille fortunée des Grisons.
L’imposante bâtisse actuelle, flanquée de quatre tourelles rectangulaires et précédée d’un jardin à la française, a été élevée en 1648-1650 par Wallier, qui meurt cependant en 1654. Sa veuve transmet en 1669 cette propriété à sa fille aînée, Maria Margaretha († 1670), épouse de Johann Friedrich Vigier, puis à la cadette Maria Magdalena, qui a épousé Johann Ludwig von Roll von Emmenholz. Après la mort de ce dernier en 1718, Maria Magdalena fait procéder à d’importants travaux. C’est elle, sans doute, qui a fait construire la cage d’escalier sur le côté oriental de la maison et qui a réaménagé le jardin en y faisant planter les ifs qui, aujourd’hui encore, en constituent l’un des attraits principaux.
Le domaine, à la suite de divers héritages, est racheté en 1777 par François-Louis Arzillon, seigneur de Berville et trésorier général de l’ambassade de France à Soleure. Il faut rappeler à ce propos que cette ambassade a eu son siège à Soleure de 1530 à 1792, l’ambassadeur exerçant une grande influence culturelle et économique sur les cantons confédérés, notamment au travers de la distribution pensions en échange de l’enrôlement de troupes mercenaires.
Arzillon de Berville, responsable de l’ensemble des transactions financières de l’ambassade, épouse en secondes noces Maria Kleophea Gibelin, d’une famille patricienne soleuroise. Il reçoit la bourgeoisie de la ville en 1772. Nouveau propriétaire du Sommerhaus dès 1777, il procède à d’importants embellissements de la demeure, notamment en construisant une tour d’escalier au milieu de la façade nord, en ornant de riches peintures les murs de la Salle du Jardin, et en renouvelant l’aménagement du grand Salon des Ambassadeurs au premier étage.
À la fin du XVIIIe siècle, cependant, la Révolution française entraîne de grands changements pour l’ambassade ; le bâtiment de la vieille ville sert un temps à abriter des réfugiés, tandis que le nouvel ambassadeur, acquis à la cause révolutionnaire, réside paradoxalement à l’auberge de la Couronne. Arzillon décède en 1794 ; sa veuve, héritière du Sommerhaus, y habite jusqu’à sa mort en 1802.
Après de nouvelles successions, le Sommerhaus passe en 1822 à Franz Josef Diethelm Urs Viktor Vigier von Steinbrugg, membre du gouvernement soleurois. Pour la seconde fois, donc, le Sommerhaus est aux mains des Vigier. Cette famille, qui a produit des entrepreneurs militaires (voir Régiment de Vigier), des hommes politiques, banquiers, avocats (et un peintre, Walter von Vigier (de)), reste propriétaire de ce domaine jusqu’à nos jours, et y apporte quelques modifications pour rendre la demeure plus confortable.
Wilhelm Alfons Olivier von Vigier (1912-2003 est le dernier membre de la famille à habiter le château. Après des études commerciales, il s’établit dès 1935 en Angleterre et signe désormais William A. de Vigier, dit Bill. Il y est à l’origine de la compagnie Acrow, qui fabrique des échafaudages métalliques et connaît un succès mondial, comptant, à son apogée, plus de 10'000 collaborateurs. En récompense de cette activité industrielle, la reine d’Angleterre le nomme en 1978 Commandeur de l’Ordre de l'Empire britannique. Très attaché à la Suisse et en particulier à Soleure, il y crée en 1987 la fondation W. A. de Vigier (qui encourage de jeunes entrepreneurs prometteurs en distribuant un prix), puis constitue en 1993 la Fondation Bill de Vigier, destinée à entretenir et conserver les bâtiments et jardin du Sommerhaus, en les rendant accessibles au public.

### Les bâtiments
Le château, dont la conception générale n'est peut-être pas sans rapports avec le château de Versailles, est doté de quatre tourelles d’angle, rectangulaires elles aussi, avec en outre, au centre de la façade nord, une tour d’escalier rajoutée en 1780. L’intérieur vaut tout particulièrement par son Gartensaal soit « Salle du jardin » (8×7,5 m), qui a pris sa forme actuelle après l’achat, en 1777, de la maison par François-Louis Anzillon de Berville. Les parois de la salle sont presque entièrement recouvertes de peintures murales appliquées sur enduit. À la manière d’un panorama, elles illustrent huit scènes dans le genre des fêtes galantes et champêtres à la française, d’après des gravures de Nicolas Lancret, François Boucher, et Jean-Honoré Fragonard. L’artiste du Sommerhaus est sans doute le peintre Gottfried Locher. Son art, d’une complexité thématique rare dans la peinture profane baroque helvétique, n’est pas sans rappeler, par ailleurs, les décors sur toile du château de Beaulieu à Lausanne, par le peintre Jendrick, vers 1773.
À l’étage, le vaste Salon des Ambassadeurs (9×6 m) est entièrement lambrissé de panneaux de hauteur, peints en gris clair et réalisés vers 1720. Cinq panneaux peints, tous d’après des modèles de Boucher, sont venus orner les dessus-de-porte et sont sans doute dus à l’artiste qui a agrémenté aussi la Salle du jardin.
L’édifice abrite de nombreux portraits, meubles et souvenirs liés à la famille de Vigier ainsi que, depuis 2015 le musée Bill de Vigier, qui présente divers souvenirs, photographies, documents, et certains des cadeaux dont le prestigieux industriel, fondateur de l’entreprise Acrow, a été gratifié.

### Jardin
Le jardin baroque lui aussi n'était sans doute pas sans rapports avec celui de Versailles avant sa rénovation au XVIIIe siècle. Aujourd'hui rectangulaire, entouré d’un mur, il est subdivisé par des allées perpendiculaires en neuf compartiments engazonnés. L’une des croisées comporte un bassin octogonal (anciennement circulaire) entouré d’ifs vénérables, dont la plantation peut remonter aux années 1720, et qui sont encore régulièrement taillés en boule, en plateau ou en spirale par un spécialiste de l’art topiaire. Il s’agit sans doute là du premier jardin à la française dans les environs de Soleure, où l’on en compte plusieurs par la suite, notamment au château Blumenstein, ou à celui de Bleichenberg près de Biberist, ou encore au château de Waldegg, ce dernier renvoyant à des modèles italiens plutôt que français.